# Eucrosia eucrosioides
Eucrosia eucrosioides är en amaryllisväxtart som först beskrevs av Herb., och fick sitt nu gällande namn av Ferdinand Albin Pax. Eucrosia eucrosioides ingår i släktet Eucrosia och familjen amaryllisväxter. Inga underarter finns listade i Catalogue of Life.